# Gastrochilus
Gastrochilus es un género de orquídeas. Tiene 55 especies epifitas y es originario de Asia .

## Descripción
Este género consiste en especies de monopodiales epífitas, que se encuentran en la India,  Tailandia, Indonesia, Taiwán, China y Japón. 

## Taxonomía
El género fue descrito por David Don y publicado en Prodromus Florae Nepalensis 32. 1825.
Etimología
Gastrochilus (abreviado Gchls.): nombre genérico que deriva de la latinización de dos palabras griegas: γαστήρ, γαστρός (Gast, gasterópodos), que significa "matriz" y χειλος (Kheili), que significa "labio", refiriéndose a la forma globosa del labio.

## Especies deGastrochilus
Tiene aproximadamente unas 56 especies , incluyendo:
- Gastrochilus acaulis (Lindl.) Kuntze (1891)
- Gastrochilus acinacifolius Z.H.Tsi (1989)
- Gastrochilus acutifolius (Lindl.) Kuntze (1891)
- Gastrochilus affinis (King & Pantl.) Schltr. (1913)
- Gastrochilus alatus X.H.Jin & S.C.Chen (2007)
- Gastrochilus arunachalensis A.N.Rao (1992)
- Gastrochilus bellinus (Rchb.f.) Kuntze (1891)
- Gastrochilus calceolaris (Buch.-Ham. ex Sm.) D.Don (1825) - especie tipo -
- Gastrochilus carnosus Z.H. Tsi (1996)
- Gastrochilus ciliaris Maek. (1936)
- Gastrochilus corymbosus A.P.Das & Chanda (1988)
- Gastrochilus dasypogon (Sm.) Kuntze (1891)
- Gastrochilus distichus (Lindl.) Kuntze (1891)
- Gastrochilus flabelliformis (Blatt. & McCann) C.J.Saldanha  (1976)
- Gastrochilus fargesii (Kraenzl.) Schltr. (1919)
- Gastrochilus formosanus (Hayata) Hayata (1915)
- Gastrochilus fuscopunctatus (Hayata) Hayata (1917)
- Gastrochilus garhwalensis Z.H. Tsi (1996)
- Gastrochilus gongshanensis Z.H. Tsi (1996)
- Gastrochilus guangtungensis Z.H. Tsi (1996)
- Gastrochilus hainanensis Z.H. Tsi (1989)
- Gastrochilus hoii T.P. Lin (1987)
- Gastrochilus inconspicuus (Hook.f.) Kuntze (1891)
- Gastrochilus intermedius (Griff. ex Lindl.) Kuntze (1891)
- Gastrochilus japonicus (Makino) Schltr. (1913)
- Gastrochilus linearifolius Z.H.Tsi & Garay (1996)
- Gastrochilus malipoensis X.H.Jin & S.C.Chen (2007)
- Gastrochilus matsudae Hayata (1920)
- Gastrochilus matsuran (Makino) Schltr. (1919)
- Gastrochilus minutiflorus Aver. (1997)
- Gastrochilus nanchuanensis Z.H. Tsi (1996)
- Gastrochilus nanus Z.H. Tsi (1990)
- Gastrochilus obliquus (Lindl.) Kuntze (1891)
- Gastrochilus patinatus (Ridl.) Schltr. (1913)
- Gastrochilus pechei (Rchb.f.) Kuntze (1891)
- Gastrochilus platycalcaratus (Rolfe) Schltr. (1914)
- Gastrochilus pseudodistichus (King & Pantl.) Schltr. (1913)
- Gastrochilus puncticulatus Cavestro (2000)
- Gastrochilus rantabunensis C.Chow ex T.P.Lin (1987)
- Gastrochilus raraensis Fukuy. (1934)
- Gastrochilus rutilans Seidenf. (1988)
- Gastrochilus saccatus Z.H. Tsi (1996)
- Gastrochilus sessanicus A.N. Rao (1997)
- Gastrochilus simplicilabius Aver. (1997)
- Gastrochilus sinensis Z.H. Tsi (1989)
- Gastrochilus sonamii Lucksom (2003)
- Gastrochilus sororius Schltr. (1913)
- Gastrochilus subpapillosus Z.H. Tsi (1996)
- Gastrochilus sukhakulii Seidenf. (1995)
- Gastrochilus sumatranus J.J. Sm. (1927)
- Gastrochilus sutepensis (Rolfe ex Downie) Seidenf. & Smitinand (1963)
- Gastrochilus toramanus (Makino) Schltr. (1919)
- Gastrochilus xuanenensis Z.H. Tsi (1982)
- Gastrochilus yunnanensis Schltr. (1919)